# Olsenite
L'olsenite è un minerale avente formula chimica KFe4(PO4)3. È stata identificata in natura solamente nel dicembre del 2022, momento in cui ha potuto essere designata ufficialmente come minerale.

## Scoperta
L'olsenite è stata identificata per la prima volta in natura da un gruppo di ricerca del Caltech a cui era stato dato un pezzo da 20 grammi del meteorite di El Ali, un meteorite da 15,2 tonnellate di peso, noto da secoli alla comunità locale ma portato all'attenzione della comunità scientifica solamente nel settembre 2020, il cui futuro è peraltro oggi incerto, essendo stato spedito in Cina, presumibilmente per essere venduto.
In particolare, il minerale è stato identificato da Chi Ma, mineralogista dell'ateneo californiano nonché scopritore di altre dozzine di minerali. All'interno di un altro campione da 70 grammi, costituito da due pezzi da 50 e da 20 grammi, proveniente dallo stesso meteorite, Andrew Locock, capo del laboratorio di microsonde elettroniche dell'Università dell'Alberta, e Chris Herd, geologo dello stesso istituto, avevano identificato pochi giorni prima, nel novembre del 2022, i primi campioni mai scoperti in natura di altri due fosfati del ferro: l'elaliite e l'elkinstantonite.
Dopo la sua scoperta, il minerale è stato intitolato a Edward Olsen, già curatore del museo di storia naturale di Chicago, che aveva che aveva postulato l'esistenza del minerale che oggi porta il suo nome.